# Atlantikstraße

Karte mit dem Verlauf der Atlantikstraße

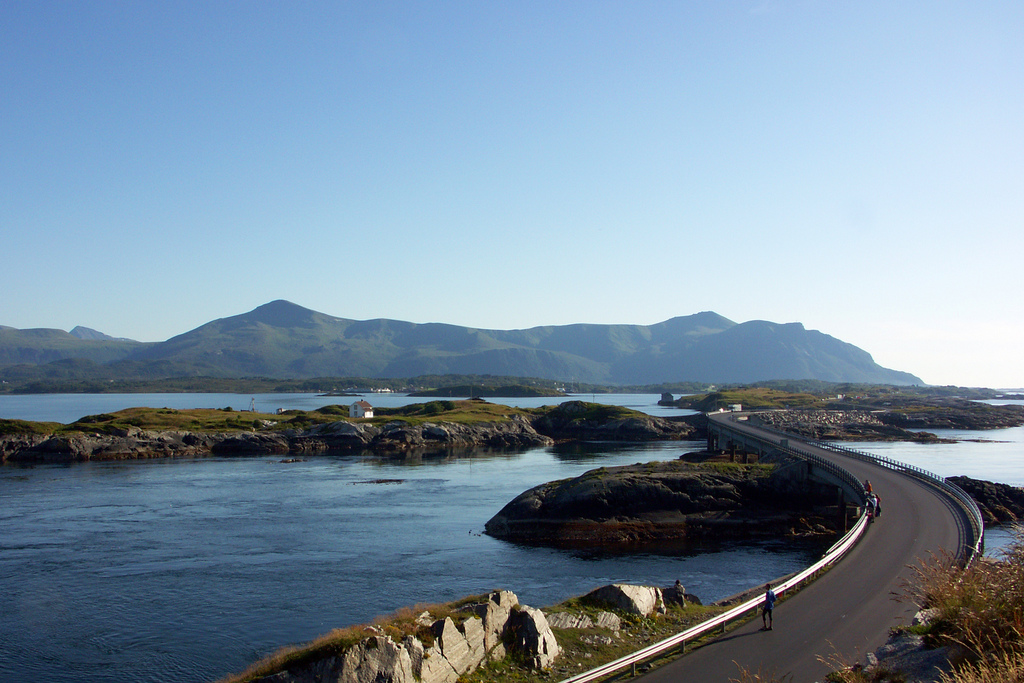
Blick über die Atlantikstraße in Richtung des Festlandes.

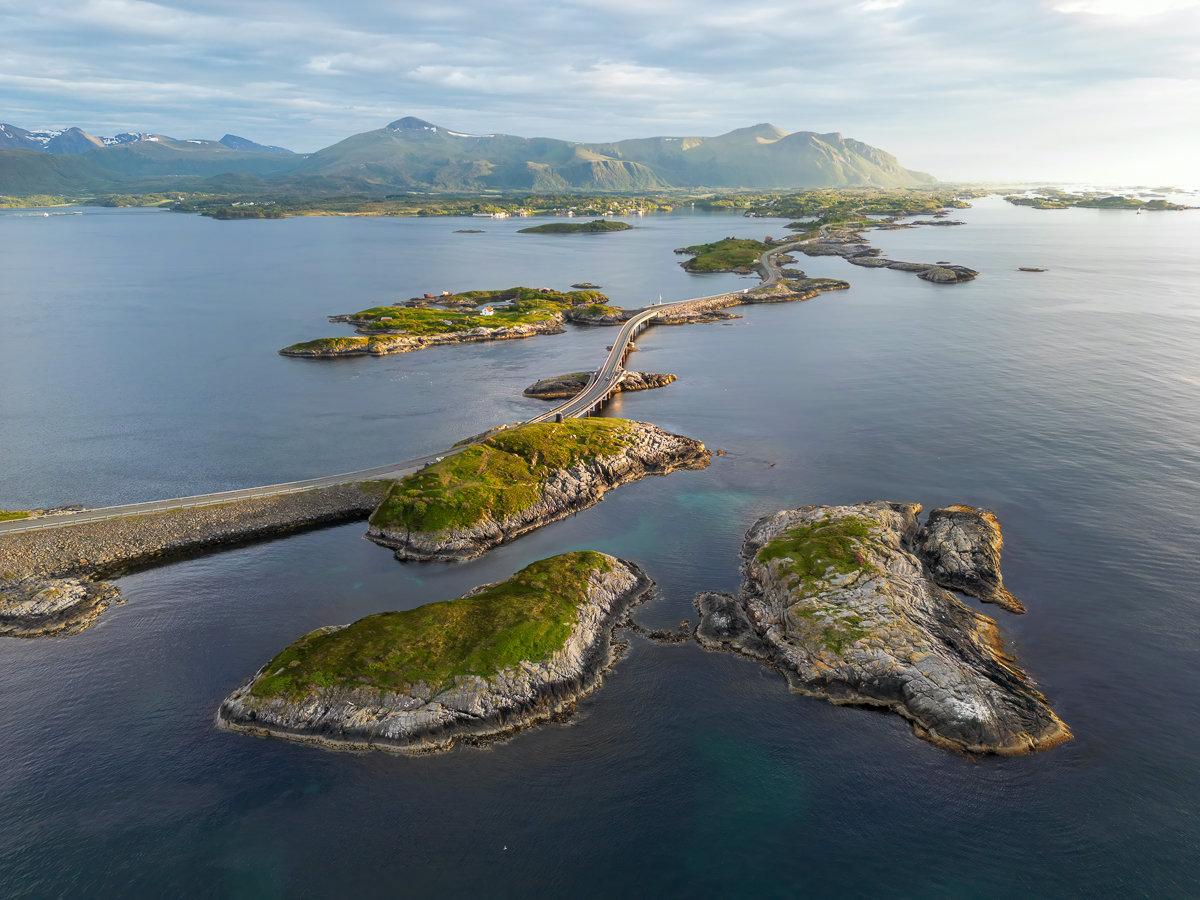
Teil der Atlantikstraße

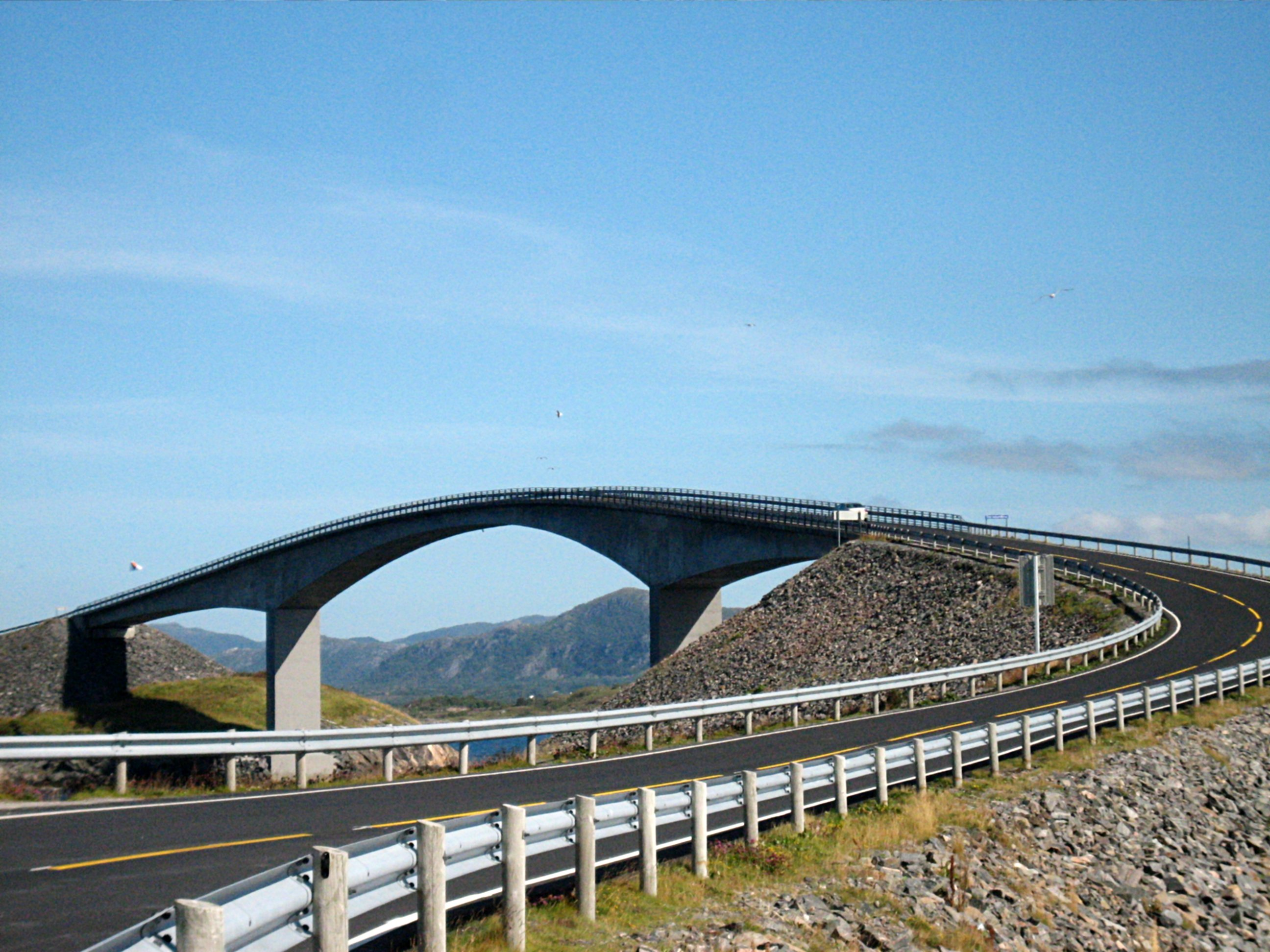
Die Storseisund-Brücke ist die längste der acht Brücken der Atlantikstraße

Die Atlantikstraße (norwegisch (Nynorsk) Atlanterhavsvegen) ist ein Abschnitt der norwegischen Reichsstraße 64 im Fylke Møre og Romsdal zwischen Molde und Kristiansund.
Die Atlantikstraße umfasst einen 8274 Meter langen Abschnitt zwischen Vevang in der Kommune Hustadvika und dem auf einer Insel gelegenen Kårvåg in der Kommune Averøy. Durch ihren Verlauf mit acht Brücken über mehrere kleine Inseln ist die zu den Norwegischen Landschaftsrouten zählende Straße eine Touristenattraktion.
Da die Atlantikstraße genau am Ausgang eines Fjords liegt, treten bei Tidenwechsel zwischen den einzelnen, kleinen Inseln, über die die Atlantikstraße führt, gewaltige Strömungen auf, weswegen alle Angelplätze und Aussichtsplattformen mit Absperrungen gesichert sind, um Unfälle zu vermeiden.

## Geschichte
Die Straße folgt einer Trasse, die ursprünglich für eine Eisenbahnstrecke geplant war. Die ersten Planungen reichen bis zum Anfang des 20. Jahrhunderts zurück; 1935 wurden diese Pläne jedoch endgültig zu den Akten gelegt. In den 1970er Jahren wurde dann mit der Straßenplanung begonnen.
Baubeginn war am 1. August 1983; die Straße wurde am 7. Juli 1989 eröffnet und ersetzte eine Fährverbindung, die auf einer ähnlichen Route verlief. Der Bau kostete 122 Millionen norwegische Kronen (1989), für die Finanzierung war die Straße nach der Eröffnung zehn Jahre lang mautpflichtig.
2005 wurde die Atlantikstraße von der Bevölkerung Norwegens zum „norwegischen Bauwerk des Jahrhunderts“ gewählt.
Auf der Strecke wurden Szenen für den 2021 erschienenen James-Bond-Film Keine Zeit zu sterben gedreht.

## Brücken
von Westen nach Osten:
- Vevangstraum-Brücke: Länge 119 m, lichte Höhe 10 m
- Hulvågen-Brücken: drei Brücken mit insgesamt 239 m Länge, lichte Höhe 4 m
- Storseisund-Brücke: Länge 260 m, lichte Höhe 23 m
- Geitøysund-Brücke: Länge 52 m, lichte Höhe 6 m; zwischen Geitøya und Storlauvøya
- Store-Lauvøysund-Brücke: Länge 52 m, lichte Höhe 3 m
- Lille-Lauvøysund-Brücke: Länge 115 m, lichte Höhe 7 m

Gesamtlänge: 891 m